# Ulee Blang (Idi Rayeuk)
Ulee Blang is een bestuurslaag in het regentschap Aceh Timur van de provincie Atjeh, Indonesië. Ulee Blang telt 162 inwoners (volkstelling 2010).